# Estadio José Ángel Rossi
El Estadio Verapaz José Ángel Rossi Ponce, está ubicado en la ciudad de Cobán, en el departamento de Alta Verapaz, en Guatemala. Tiene una capacidad para más de 15 000 aficionados en sus diferentes áreas, distribuidas entre graderíos y faldas de cerros, entre cuyos pinos se ubica la afición, convirtiéndolo en el complejo deportivo más grande de la región y uno de los más grandes e importantes de Guatemala.
Desde su inauguración, el 1 de agosto de 1936, ha sido sede de importantes eventos deportivos.
Fue la primera edificación destinada para la práctica del deporte en Cobán. Fue construida en 1936, contando con un área para la práctica de deportes como el fútbol y actividades de atletismo, además de contar con una pista para carrera de caballos, una concha acústica para la presentación de actividades culturales —hoy demolida—. Tiene una tribuna muy original, tanto en su interior como en su exterior, la que se conoce con el nombre de «Tribuna Monja Blanca», en honor a la orquídea que identifica a Alta Verapaz; originalmente se construyó de madera, y posteriormente de concreto, mostrando en su frente superior una monja blanca fondeada con azulejos en tonos azul y rojo.
Muchas personas le han dado el calificativo del estadio más hermoso y singular entre todos los estadios de Guatemala. Esto se debe a que este centro deportivo fue construido en un paraje rodeado de pequeñas colinas pobladas de pinos que le dan majestuosidad a ese sitio.
Es la casa del club Cobán Imperial de la Liga Nacional de Fútbol de Guatemala, que logró ser campeón en dos oportunidades de la Liga Nacional de Guatemala.
Allí se han jugado Cuatro finales de varios torneos cortos, donde Cobán ha sido dos veces subcampeón nacional.